# Люце, Михаил Фёдорович
Михаил Фёдорович фон Люце (1843/1844 — после 1917) — государственный деятель, действительный тайный советник, сенатор.

## Биография
Родился 21 декабря 1843 (2 января 1844) года в семье полковника Фёдора Ивановича Люце (1797—1881).
По окончании Александровского лицея, где воспитывался с 1858 года, получил в 1863 году разрешение отправиться за границу для продолжения образования, а через два года, по представлении отчёта о своих занятиях Совету лицея, получил разрешение продолжать занятия ещё в течение двух лет. В 1867 году начал проводить практические занятия с воспитанниками лицея по вопросам уголовного права и судопроизводства.
В 1872 году, по выборам Санкт-Петербургской городской общей думы, он был избран мировым судьёй, а затем, последовательно, занимал должности: товарища прокурора Санкт-Петербургского окружного суда (с 1875), прокурора Полтавского окружного суда (с 1879), юрисконсульта (с 1884) и управляющего законодательным отделением Министерства юстиции, товарища обер-прокурора Уголовного кассационного департамента Правительствующего сената (с 1888), вице-директора департамента и члена консультации министерства юстиции.
В 1887 году был произведён в действительные статские советники, в 1895 году — в тайные советники. С 21 июня 1895 года — сенатор Уголовного кассационного департамента сената. В 1907 году был назначен товарищем министра юстиции, с оставлением сенатором и в 1910 году уволен, согласно прошению, от должности товарища министра, с назначением в Первое общее собрание сената. в действительные тайные советники был произведён 7 декабря 1913 года.

## Награды
- орден Св. Станислава 2-й ст. (1883)
- орден Св. Владимира 3-й ст. (1890)
- орден Св. Александра Невского (1910)

## Семья
Первый раз женился в апреле 1875 года. После развода женился вторично (16.08.1906) на вдове дворянина Нине Васильевне Трембовецкой, урождённой Осинской (?).